# Cosmosoma orathidia
Cosmosoma orathidia là một loài bướm đêm thuộc phân họ Arctiinae, họ Erebidae.